# Hendanes fyr
Hendanes fyr er et fyr på den sydvestlige del af Vågsøy i Vestland i Norge. Det ligger lige syd for Kråkenes fyr. Fyret blev bygget i 1914 og automatiseret i 1963.
Fyret er et af fire fyr på Vågsøy og det sidste, som blev bygget på øen. Det er bygget ind i fjeldsiden ved indløbet til Kvalheimsvika. Efter at det blev ubemandet i 1960'erne forfaldt fyret, og i 2005 blev det solgt til staten.